# 信德中心

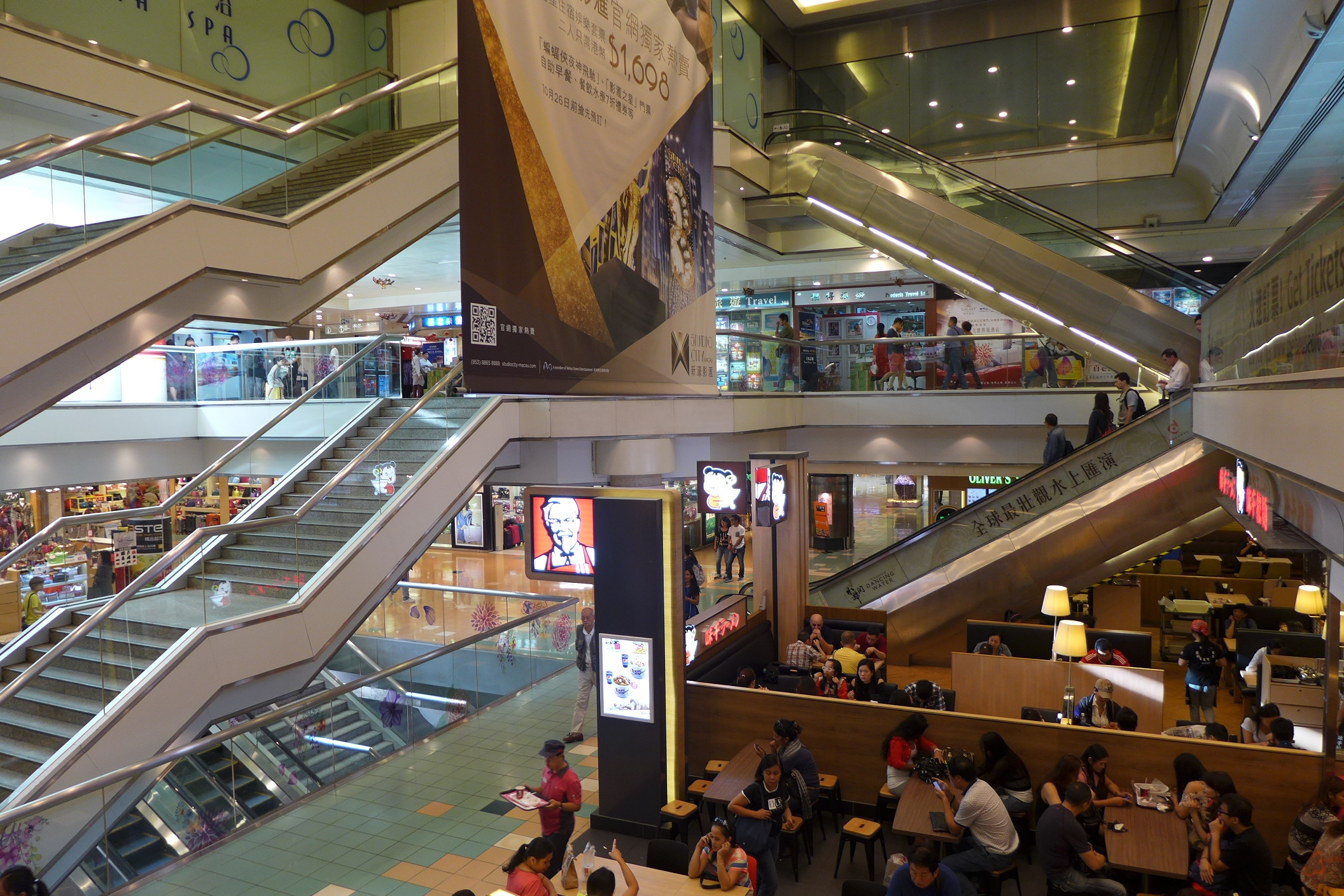
信德中心商場東面中庭

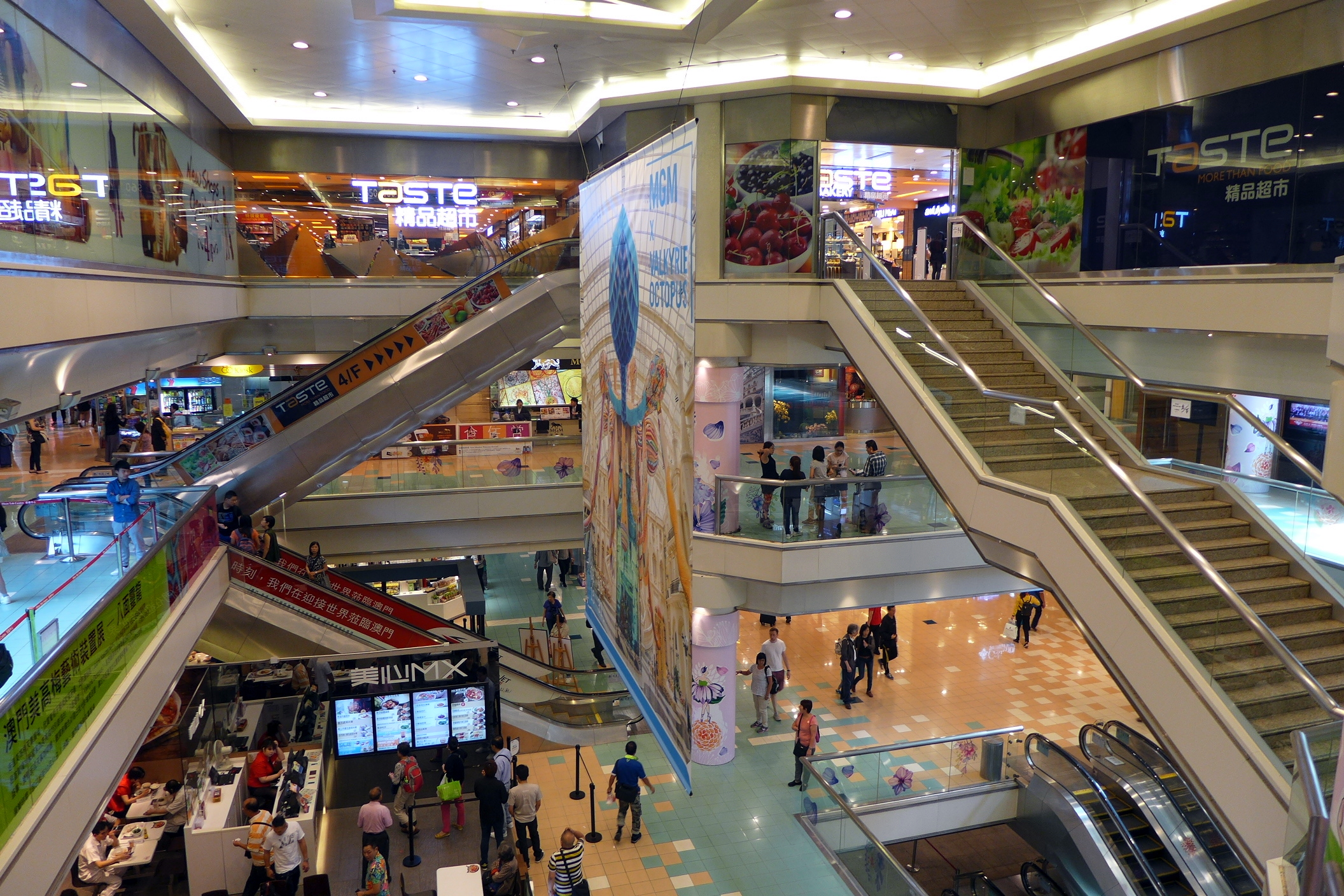
信德中心商場西面中庭

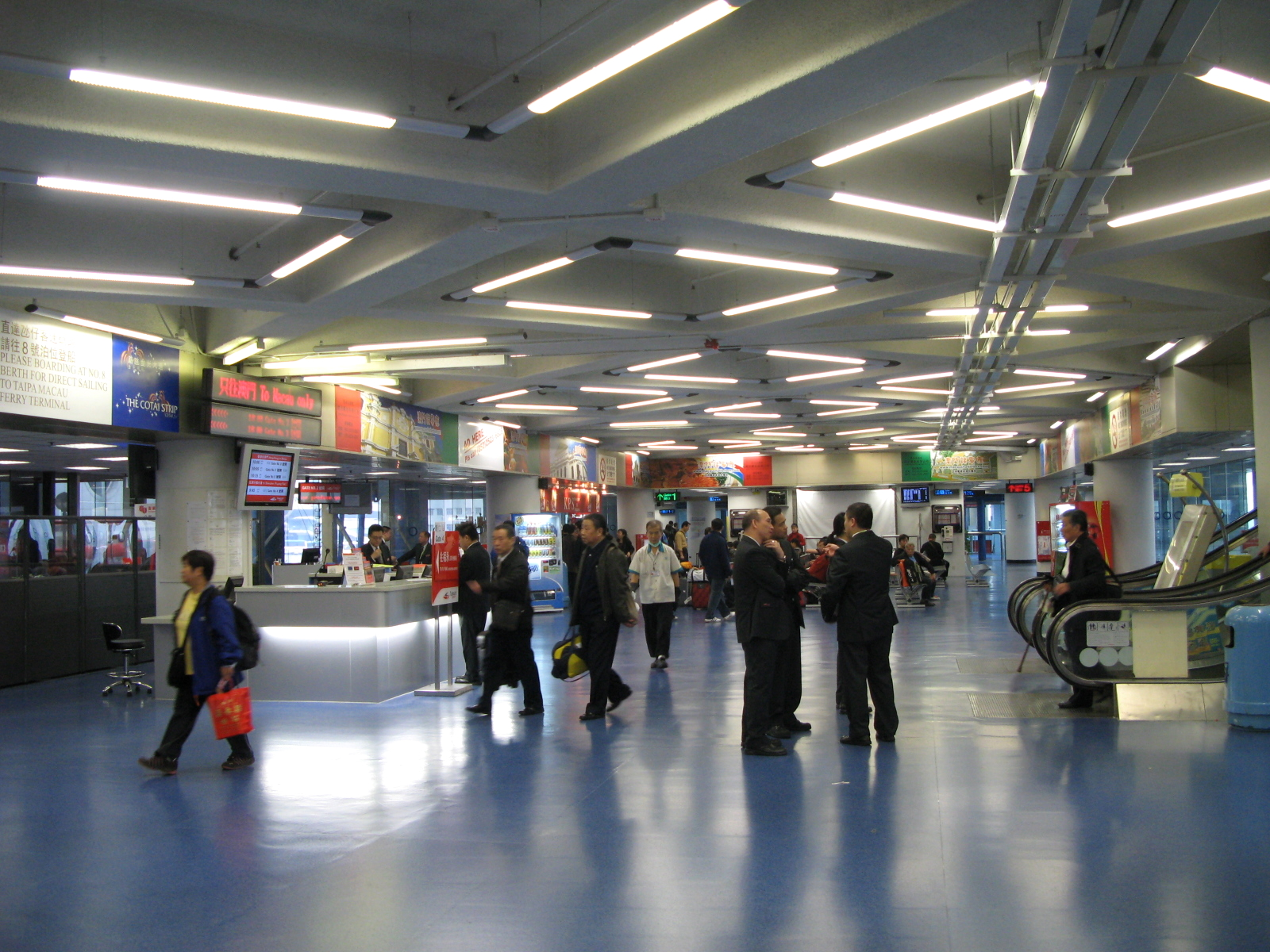
港澳客輪碼頭等候區

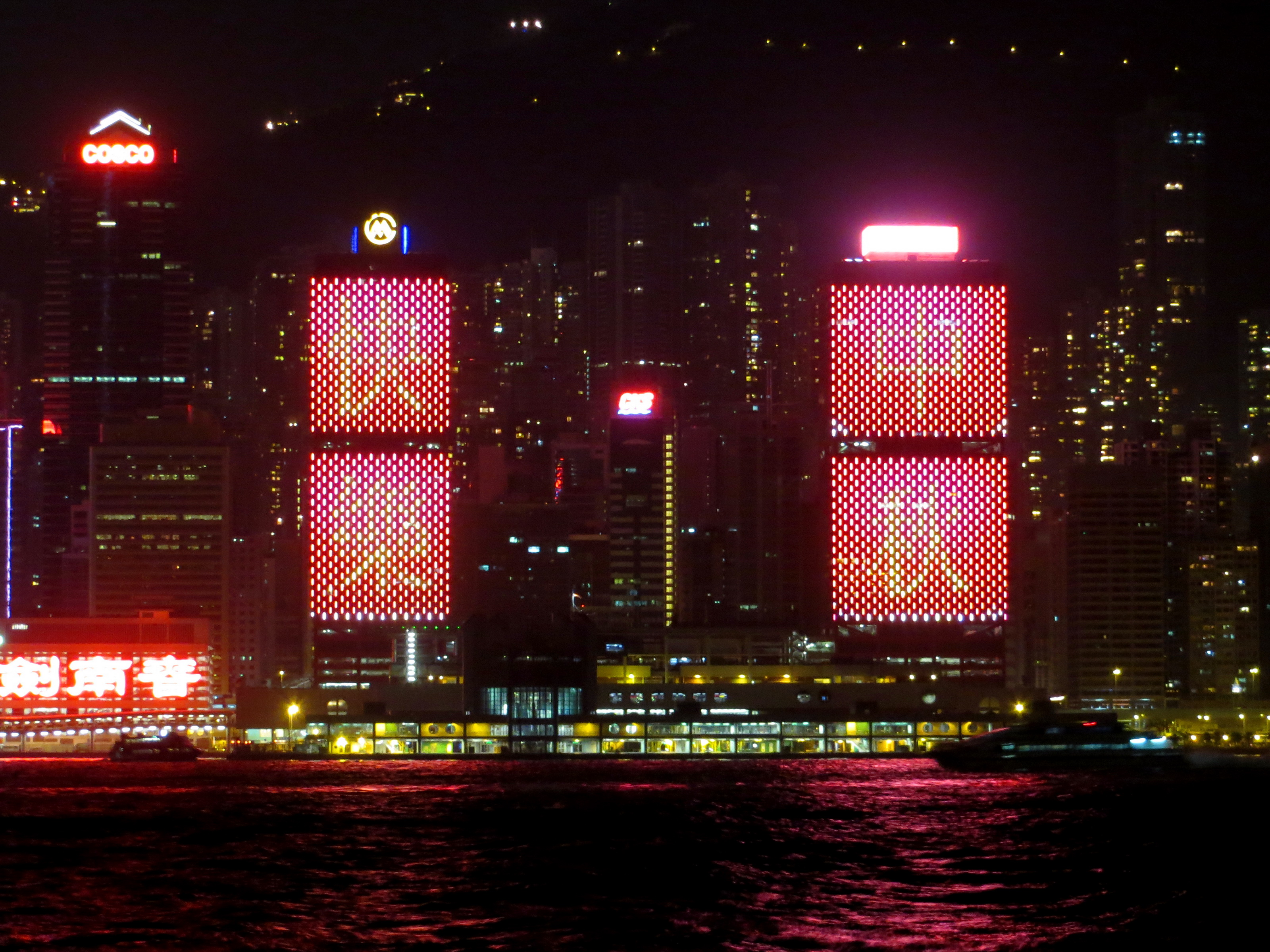
晚上的信德中心，外牆顯示「中秋快樂」的字樣（攝於2012年中秋節翌日）

信德中心位於香港上環干諾道中200號。東座（現名招商局大廈）於1985年落成，西座於1986年落成，由馬海建築師事務所設計，共設有兩座辦公大廈，底層共用的基座設有商場及停車場。大樓基座的商場有天橋連接港澳碼頭。兩座辦公大廈樓高41層，商場樓高9層，屬雙塔型設計。

## 歷史
信德中心的發展商是何鴻燊旗下公司，而新世界發展亦持有小部分股權，並將東座建設為海港酒店，由新世界旗下的酒店管理公司營運。但於1995年，酒店樓層改回辦公室之用，改名招商局大廈。雖然新世界發展至今仍持有信德中心有限公司的45%股權，但該公司名下的樓層已所剩不多（信德中心西座38樓3801-6室及3812室、以及90個停車位、部份商場）。
2015年，新世界發展，向母公司周大福集團收購若干酒店業權的小股東權益；該批資產由新世界子公司Beams Holdings Limited 擁有，信德中心有限公司便是Beams Holdings Limited的其中一項資產。透過收購的Beams 36%股權，新世界全資擁有Beams。
2020年6月新世界發展以23.6億港元出售信德中心內若干物業之公司的45%權益，包括信德中心（平台）地庫及1至4樓之若干單位，以及4及8樓平台；信德中心5及6樓的90個停車位連同其各自毗鄰位置；以及信德中心西座38樓整層（除38樓3807至3811室外），涉及商場可出租面積214486平方呎、寫字樓總面積13827平方呎及90個車位給信德集團。
到2021年開始，商場部分多個位置正進行翻新工程，包括更換地台和假天花。而商場多間商店和餐廳受到客運碼頭長期關閉影響而不營業，部分亦已經空置。

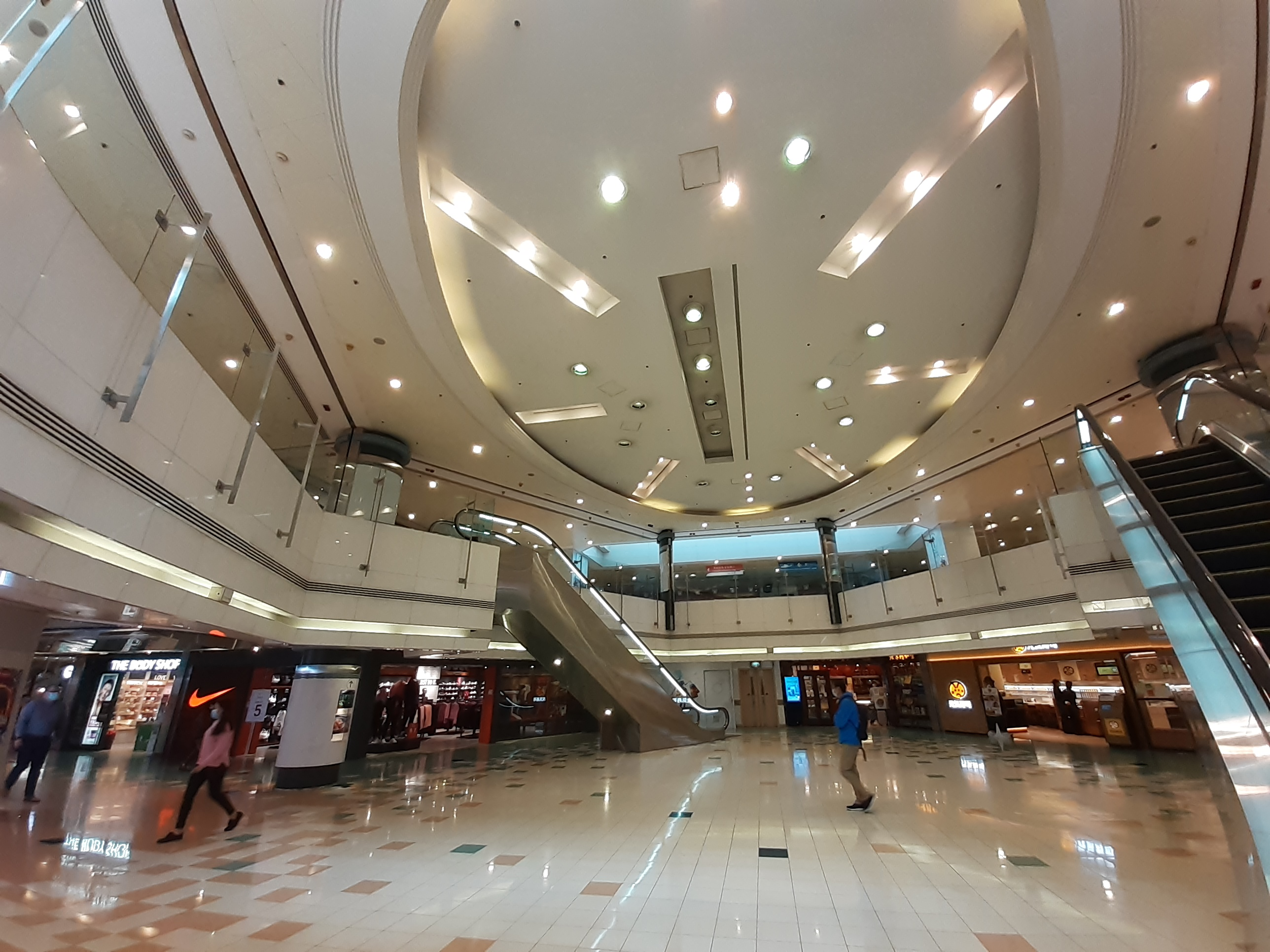
小中庭
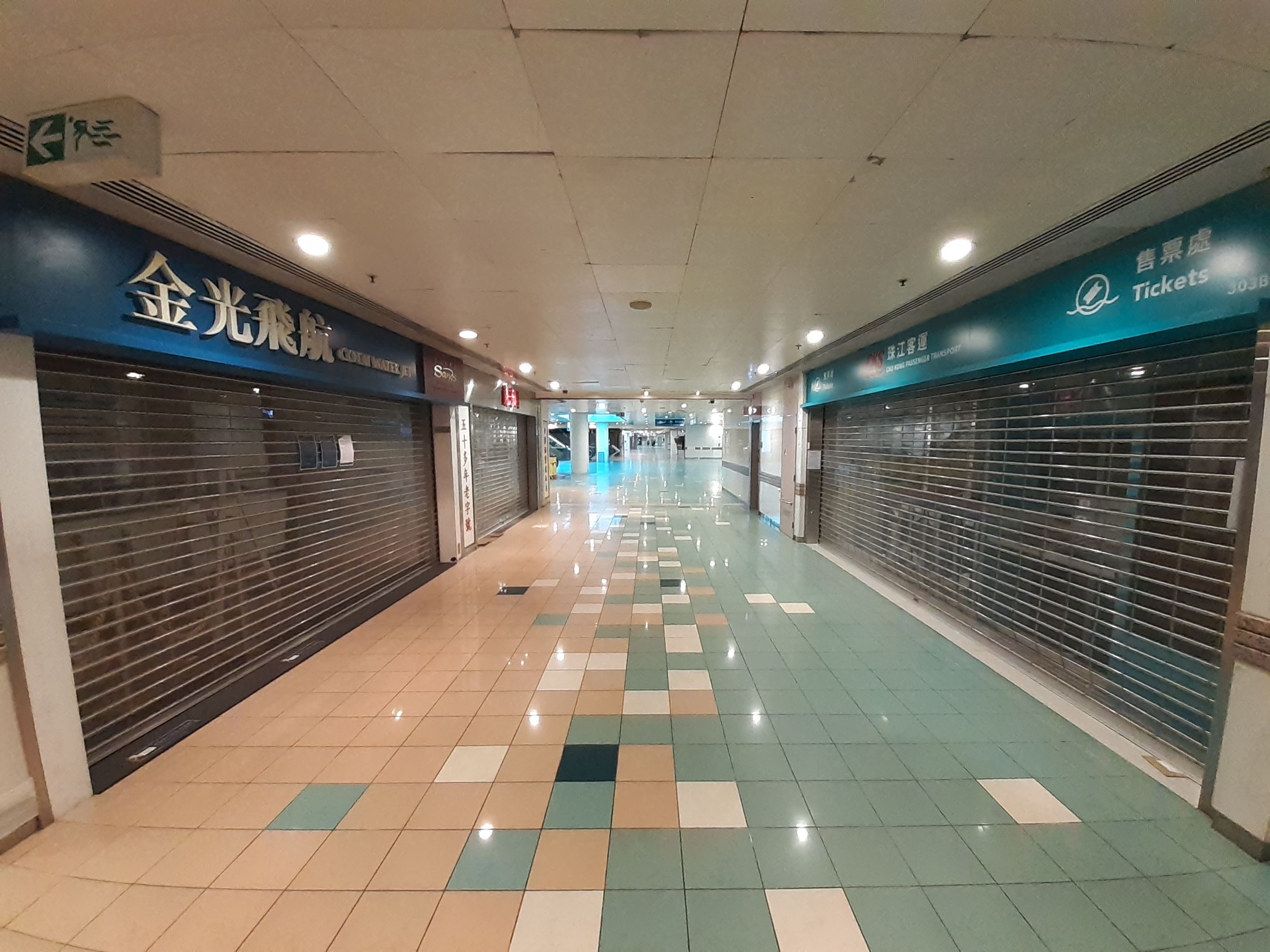
2021年港澳客輪碼頭關閉下，售票處亦關閉
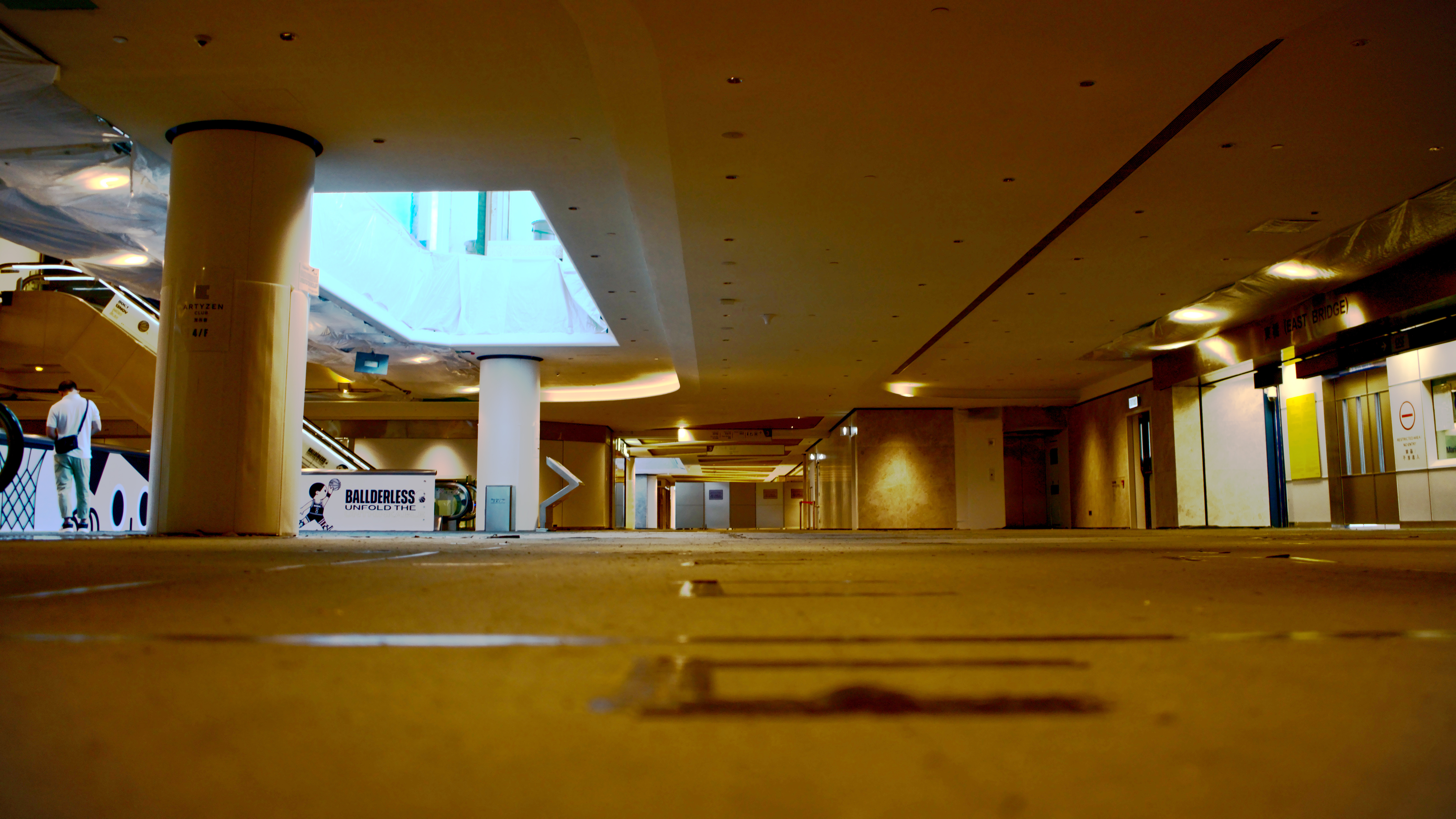
2022年正進行翻新的商場，不過因新型肺炎疫情客運碼頭長期關閉影響而不營業，場內亦沒有人流
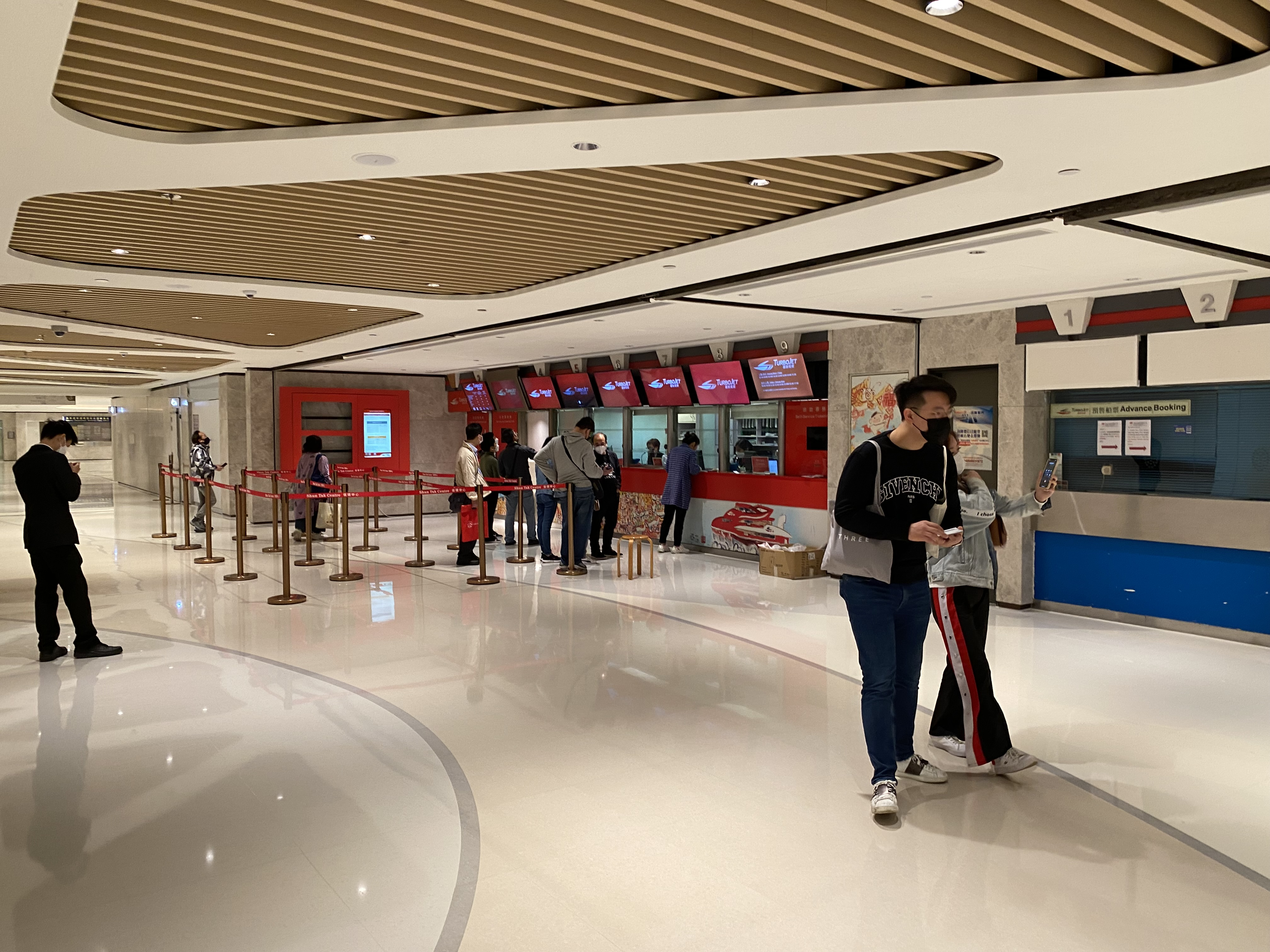
翻新後的港澳客輪碼頭售票處
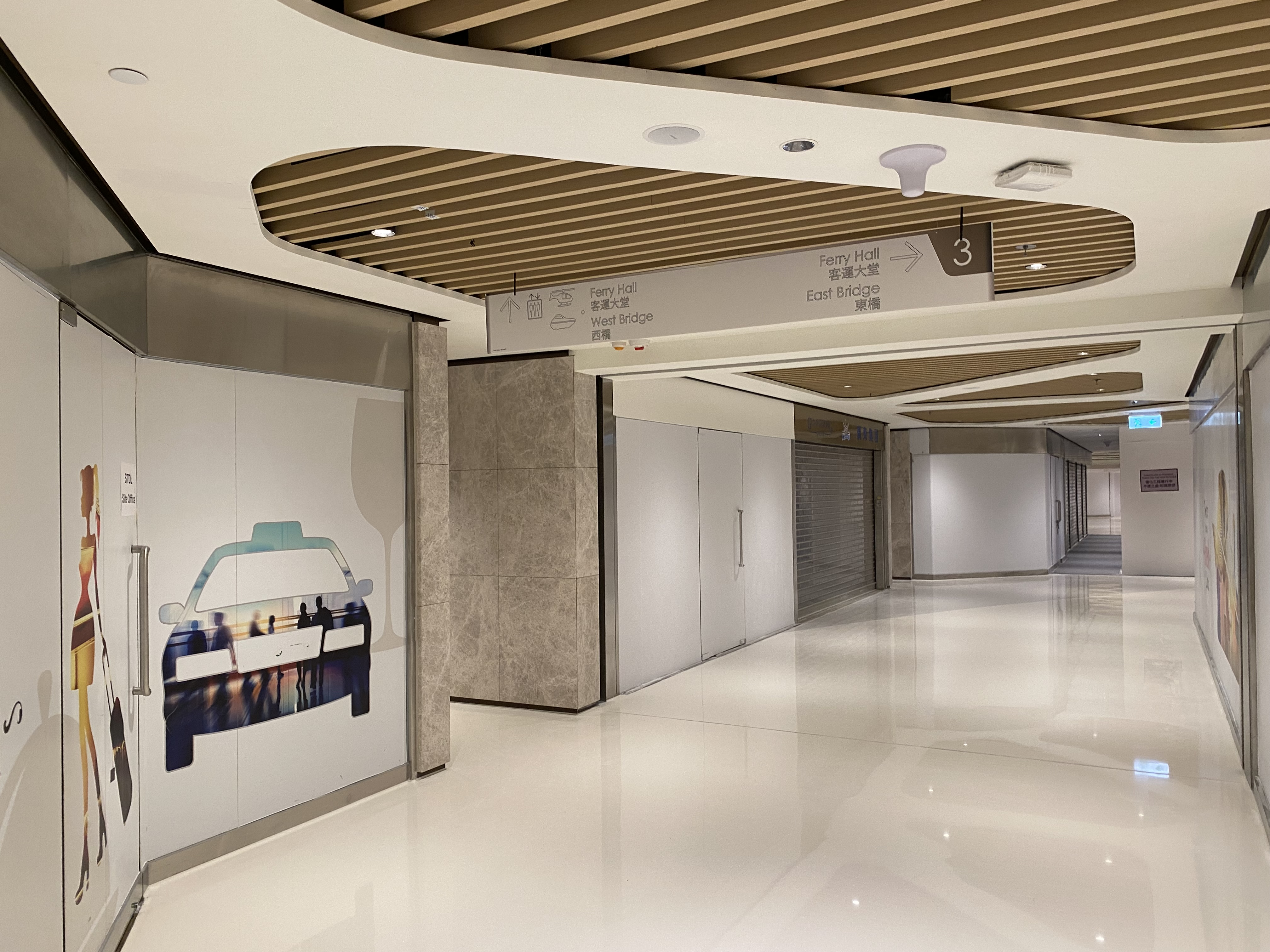
翻新後的3樓通道（2023年1月）

## 設施
信德中心南面地下設有行人通道，連接港鐵上環站。信德中心基層為的士站、停車場、澳門賽馬會會所、美心皇宮和商場。商場內部設多間商店、食肆、設有多家澳門娛樂場所、酒店諮詢處及中國旅行社等。兩座辦公大廈中，東面的一座曾經是酒店，名為「海港酒店」，但其後改裝成商業大廈，名為「招商局大廈」，現主要租戶包括中國星集團有限公司、申訴專員公署、香港興業集團、激成投資控股有限公司。
2018年11月末，大廈4-5樓開設雅辰會（Artyzen Club），由信德持有。設施包括健身中心、室外泳池、養生房、網球場、籃球場、五人足球場、3間餐廳和宴會廳。入會費為12.8萬。
信德中心亦設有直昇機停機坪，提供來回香港與澳門的直昇機服務。該停機坪名為港聯香港直昇機場，位於港澳碼頭的3樓。據報導，信德中心的停機坪於1990年開始服務。

## 主要業主
- 信德集團持有西座39樓（頂樓），作為集團總部、其餘物業為信德中心商場4樓402號舖[6]，據報前業主為香港公開大學[7]

- 信德中心有限公司持有部份信德中心樓層，由澳門旅遊娛樂[來源請求]、何鴻燊[6]及新世界發展[8]，實益擁有該公司10%、45%[來源請求]及45%之A股[8]；新世界發展再另外擁有該公司100%B股及550股C股[8]:194
  - 信德中心有限公司持有信德中心商場共214,336平方呎總樓面面積[8]:222、信德中心西座38樓3801-6室及3812室、以及90個停車位

- 澳博控股持有招商局大廈18樓全層

- 招商局集團持有招商局大廈27及32樓，以及37至40樓全層。[9]
- 招商輪船持有招商局大廈28樓全層
- 香港興業持有[來源請求]招商局大廈23樓全層作為總部；2017年香港興業國際集團向英屬處女群島公司Blue Sapphire Global Limited出售招商局大廈22樓全層[10][11]

- 永光地產持有招商局大廈26樓全層，另多個招商局大廈及西座單位

- 梁安琪持有招商局大廈34樓全層

- 申訴專員公署持有[來源請求]招商局大廈30樓作為總部

- 紀惠集團持有招商局大廈35樓全層[12]；2009年又向資本策略購入招商局大廈36樓全層[12]、33樓10至12室及19室[13]

- 2015年2月5日香港中聯辦旗下新民置業有限公司以1.48億元交吉易手，折合呎價2.8萬元，出售信德中心西翼25樓10室至12室，3個相連單位可望全海景，樓面合共5,282方呎

- 長江實業持有第5層的1號至12號、53號至59號及65號至78號，合共33個停車位

## 領事館
- 哥倫比亞駐港總領事館：招商局大廈12樓1215室
- 秘魯駐港總領事館：招商局大廈14樓1401室
- 貝寧駐港名譽領事館：招商局大廈12樓1208室
- 馬達加斯加駐港名譽領事館：招商局大廈19樓1904室至1912室
- 丹麥駐港總領事館：西座11樓1110室至1112室
- 瑞典駐港總領事館：西座13樓1310室至1312室
- 挪威駐港總領事館：西座15樓1510室至1512室

## 各省市駐港貿易代表機構
- 北京市
  - 公司名稱：京泰實業（集團）有限公司
  - 地址：西座34樓3401-3412室
- 天津市
  - 公司名稱：津聯集團有限公司
  - 地址：招商局大廈36樓07-13室
- 广西壮族自治区
  - 公司名稱：桂江企業有限公司
  - 地址：信德中心西座23樓
- 貴州省
  - 公司名稱：貴達有限公司
  - 地址：信德中心西座2604室
- 黑龍江省
  - 公司名稱：香港濱港（集團）有限公司
  - 地址：信德中心西座2004-2005室
- 福建省
  - 公司名稱：華閩（集團）有限公司
  - 地址：信德中心西座33字樓3301-3306室

## 圖集

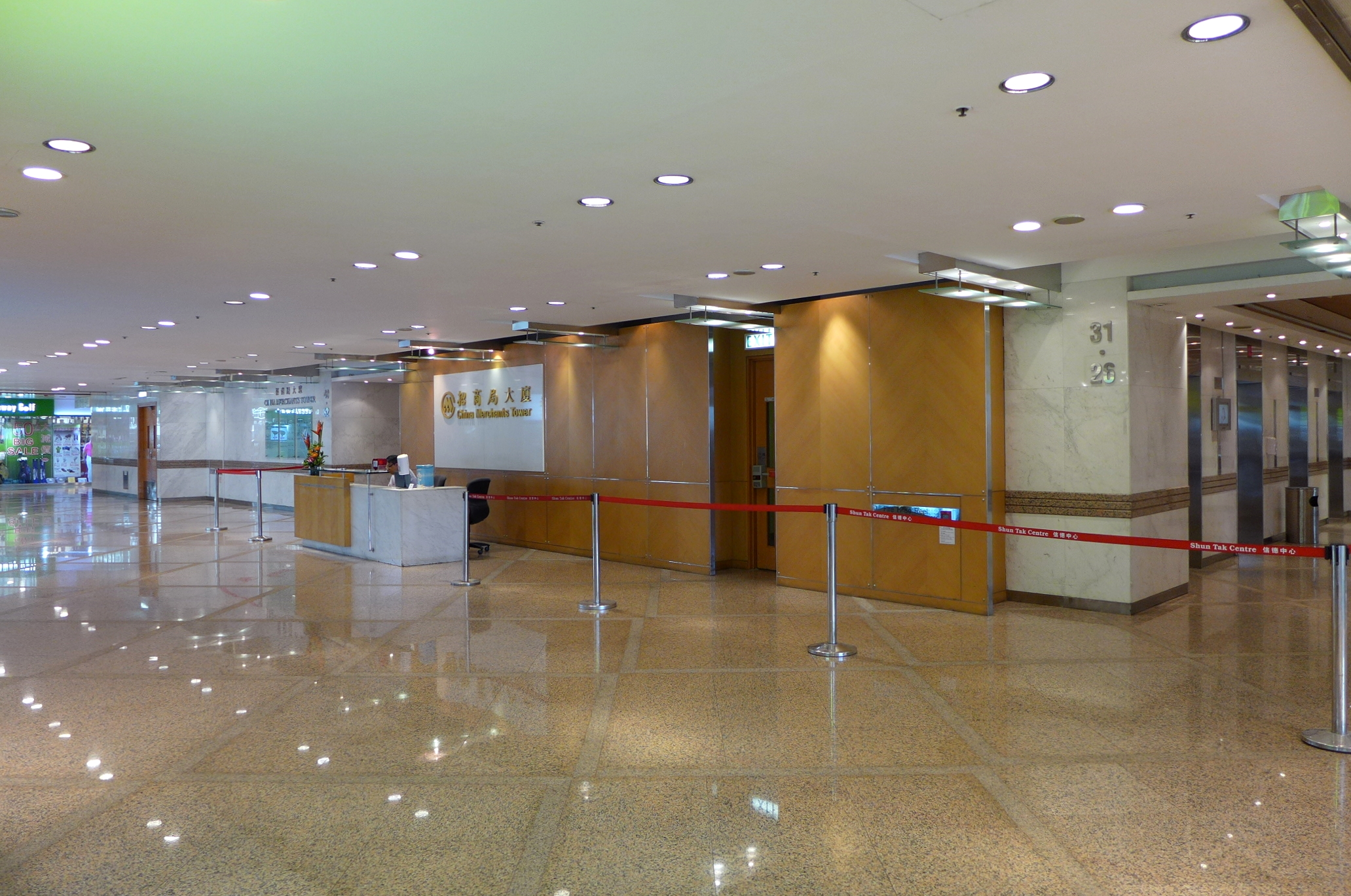
東座招商局大廈大堂
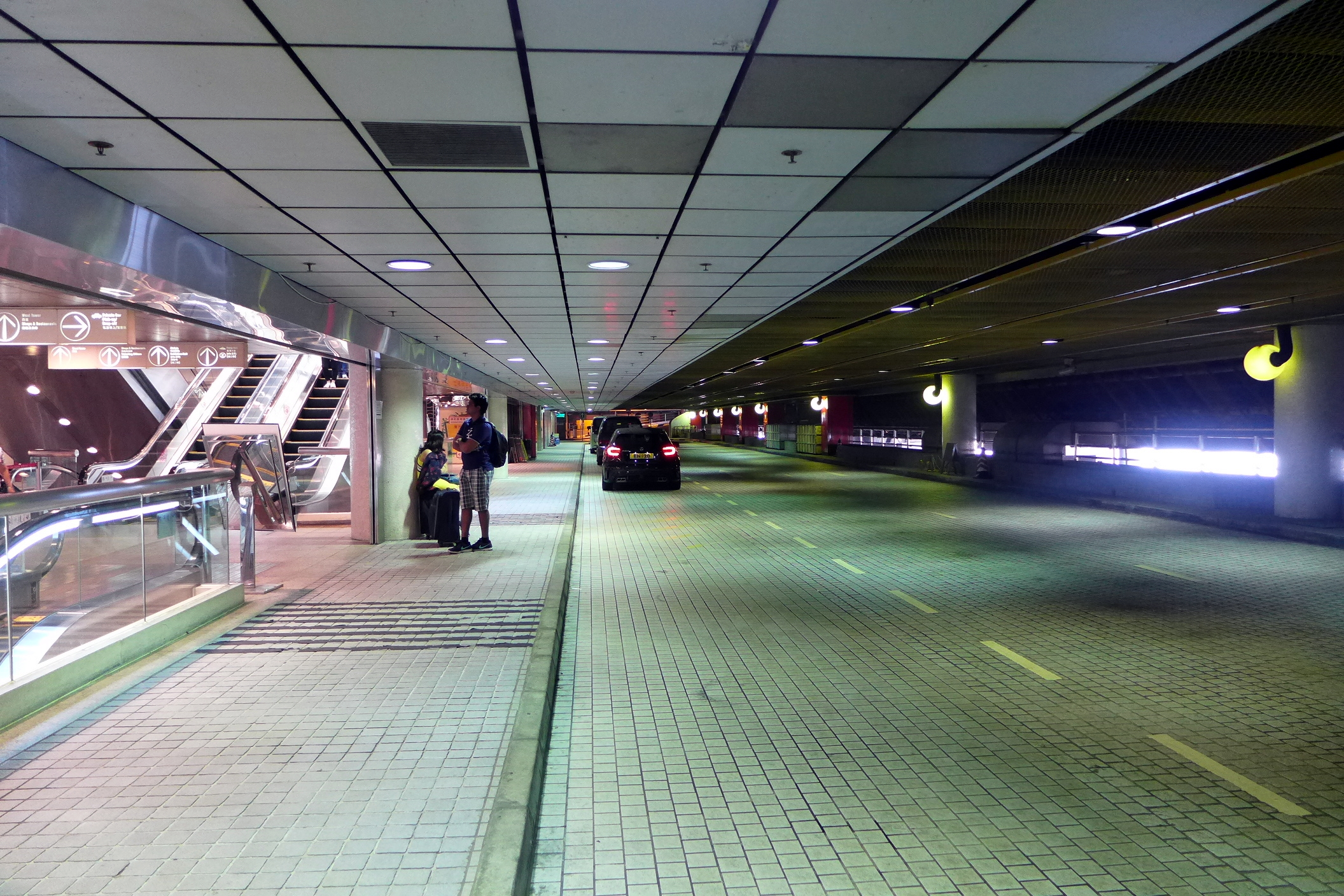
信德中心的士站及落客處
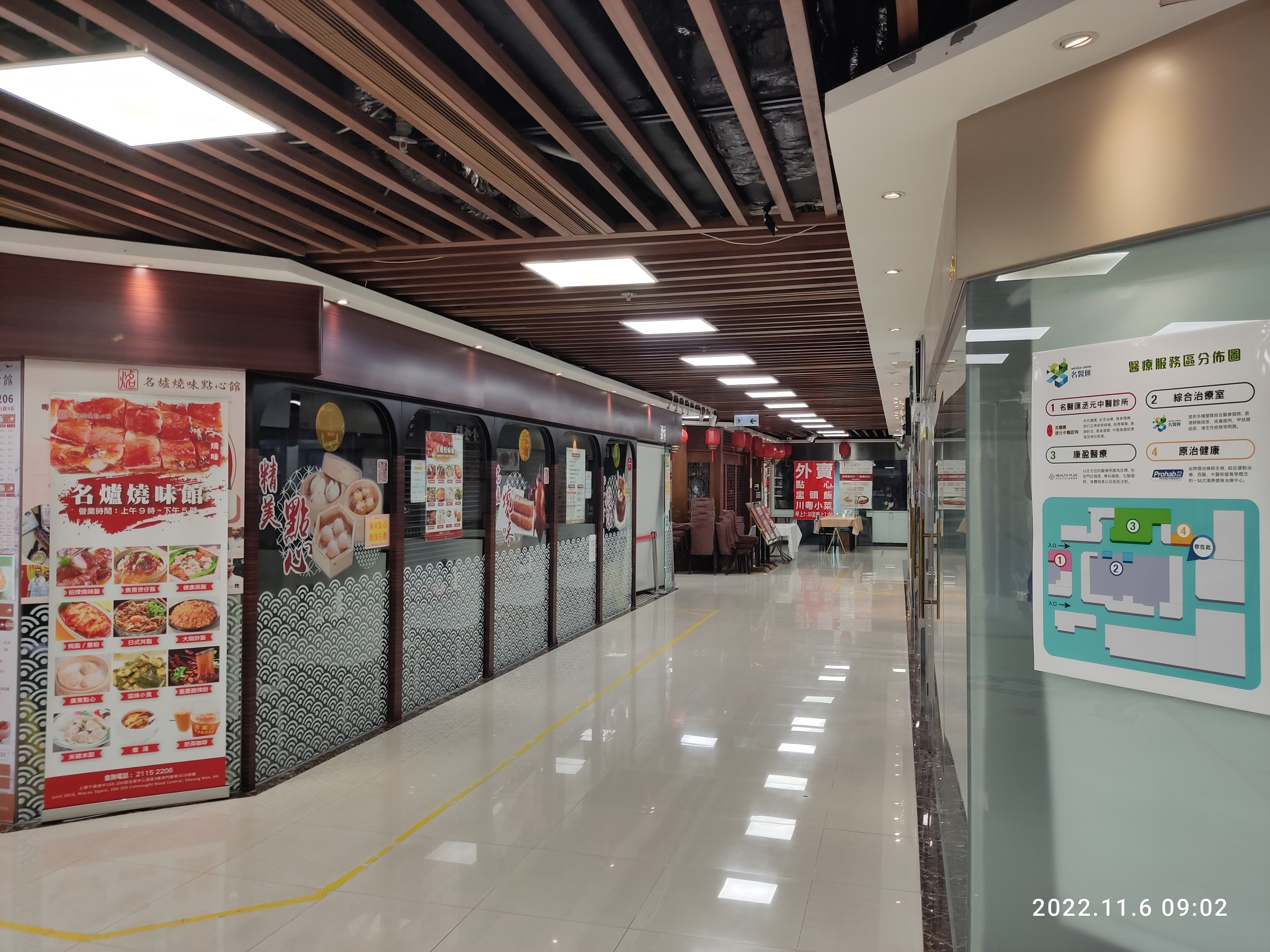
商場3樓“澳門廣場”分拆為多間商店
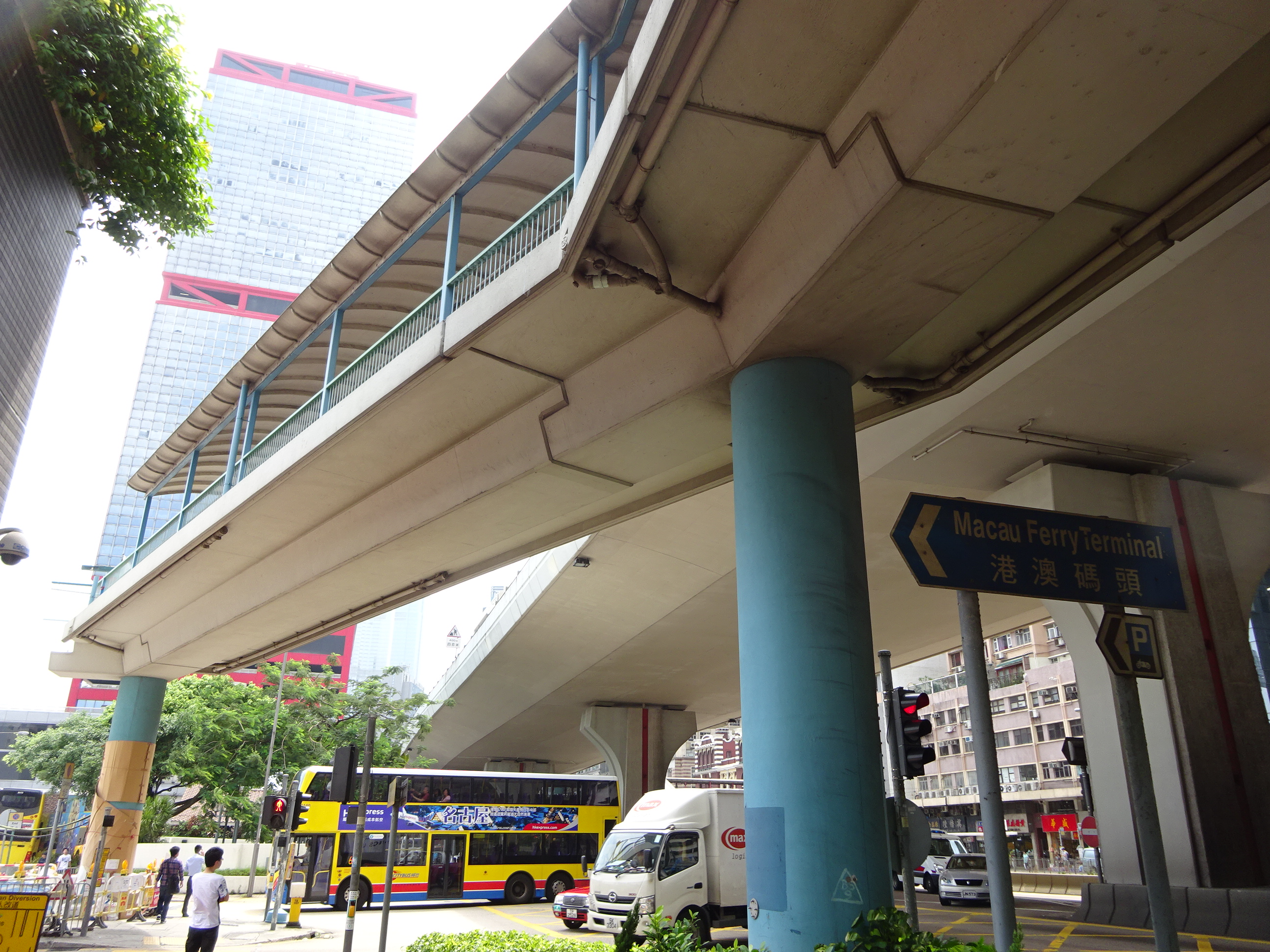
能連接至中區行人天橋系統，信德中心作為整個網絡的西端

## 外部連結
维基共享资源上的相關多媒體資源：信德中心